# Turbia
Turbia – wieś w Polsce położona w województwie podkarpackim, w powiecie stalowowolskim, w gminie Zaleszany.
W latach 1975–1998 miejscowość administracyjnie należała do województwa tarnobrzeskiego.
Przez miejscowość przebiega droga krajowa nr 77 z Lipnika do Przemyśla. W pobliżu wsi przechodzi dwutorowa zelektryfikowana linia kolejowa nr 74 łącząca Tarnobrzeg ze Stalową Wolą z przystankiem Turbia.

## Części wsi
| SIMC    | Nazwa         | Rodzaj    |
| ------- | ------------- | --------- |
| 0811201 | Berdechów     | część wsi |
| 0811218 | Dąbrowa       | część wsi |
| 0811224 | Dwór          | część wsi |
| 0811230 | Łany          | część wsi |
| 0811247 | Łowy          | część wsi |
| 0811253 | Myszowie      | część wsi |
| 0811260 | Ostrówek Duży | część wsi |
| 0811276 | Ostrówek Mały | część wsi |
| 0811282 | Zagumnie      | część wsi |

## Wieś
Dzieje Turbi sięgają XIV wieku, kiedy to wieś należała do dóbr kapituły sandomierskiej. Północne obrzeża Turbi kryją pozostałości XIX-wiecznych zabudowań dworskich. Znajdują się tu (będące obecnie własnością prywatną) parterowy dworek, gorzelnia oraz czworak folwarczny. W 1912 roku został odsłonięty i poświęcony pomnik ks. Stanisława Stojałowskiego.
W miejscowości funkcjonują:
- Publiczna Szkoła Podstawowa im. św. Jana Pawła II w Turbi
- Jednostka OSP
- Filia biblioteki gminnej
- Klub sportowy LZS LOTNIK TURBIA (wcześniej LZS Stolarnia Turbia oraz LZS Budo-Instal Turbia jak i LZS kantor Turbia)
- Zespół śpiewaczy "Malwa"
- Lotnisko aeroklubowe "Stalowowolskie"

## Parafia
Miejscowość jest siedzibą rzymskokatolickiej parafii św. Leonarda należącej do dekanatu Pysznica. Obecny murowany kościół parafialny, stojący w centrum wsi, został wybudowany w latach 1922-1924.
Naprzeciwko kościoła znajduje się przydrożna kapliczka z I połowy XIX w. poświęcona św. Florianowi.

## Lotnisko
Historia turbskiego lotniska i stalowowolskiego aeroklubu sięga 1939 roku oraz obietnicy przydziału dwóch samolotów RWD-8 złożonej lokalnemu Komitetowi Organizacyjnemu przez Aeroklub Rzeczypospolitej Polskiej. Plany te pokrzyżowane zostały przez wybuch II wojny światowej. Niemcy, w oparciu o zdobyte plany budowy lotniska zapasowego, przystąpili do budowy i w 1944 turebskie lotnisko posiadało betonowy pas startowy oraz komplet stałych zabudowań lotniskowych. Po zakończeniu wojny powstał tutaj Ośrodek Lotniczy (1950), a później – Aeroklub (1957). W 1952 została oddana do użytku wieża spadochronowa, zaś w 1957 hangar. 1964 to rok ustanowienia rekordu świata na trasie trójkąta 100 przez Stanisława Kluka z pasażerem na szybowcu Bocian (V=107,8 km/h). W 1972 oddano do użytku nowy port.
Obecnie działające sekcje Aeroklubu Stalowowolskiego Lotnisko Turbia to: balonowa, mikrolotowa, modelarska, samolotowa, spadochronowa i szybowcowa.

## Ludzie związani z Turbią

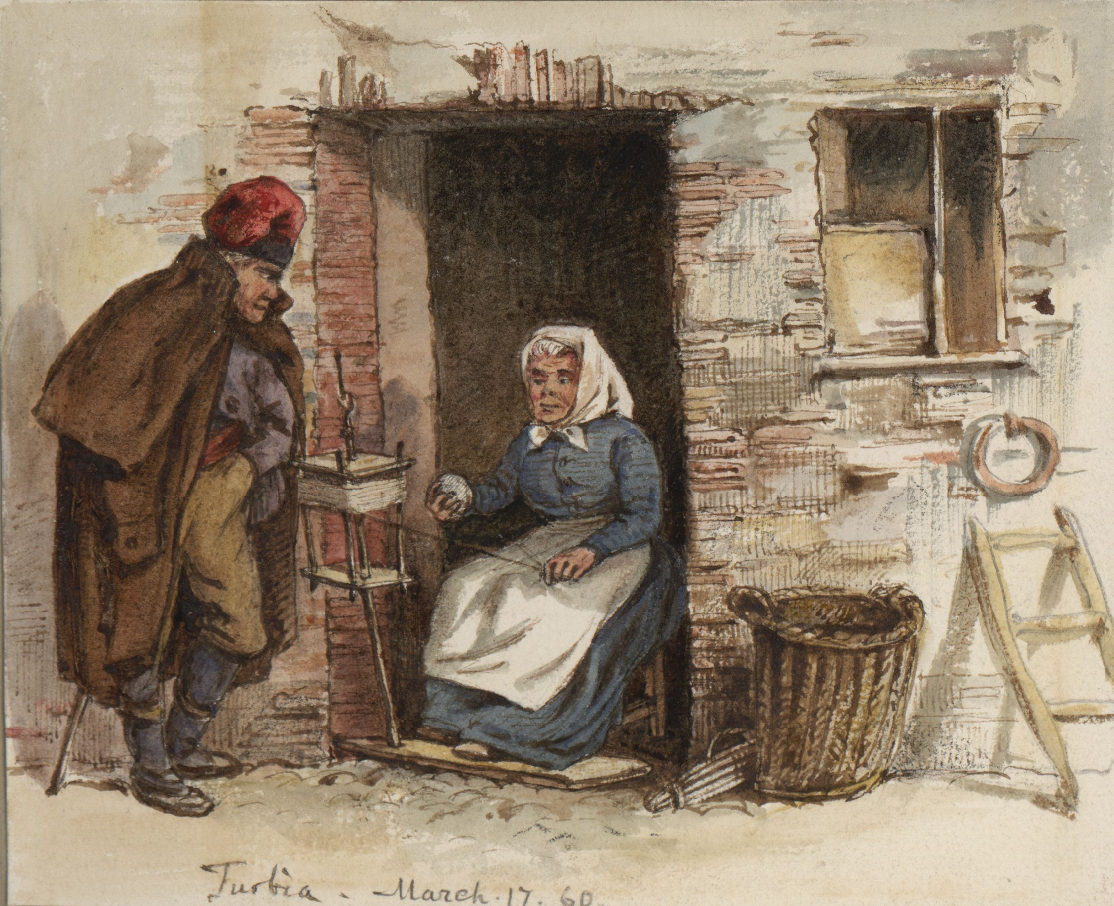
Turbia, 1860